# Harkapur
Harkapur – gaun wikas samiti we wschodniej części Nepalu w strefie Sagarmatha w dystrykcie Okhaldhunga. Według nepalskiego spisu powszechnego z 2001 roku liczył on 557 gospodarstw domowych i 2679 mieszkańców (1423 kobiet i 1256 mężczyzn).